# Orlando Lorenzini
Orlando Lorenzini, italijanski general, * 1890, † 1941.